# پگای آرفکسد
پگای آرفکسد (انگلیسی: Pegguy Arphexad؛ زادهٔ ۱۸ مهٔ ۱۹۷۳) بازیکن فوتبال اهل فرانسه است.
از باشگاه‌هایی که در آن بازی کرده‌است می‌توان به باشگاه فوتبال استوک‌پورت کانتی، باشگاه فوتبال المپیک مارسی، باشگاه فوتبال لیل، و باشگاه فوتبال لیورپول، باشگاه فوتبال کاونتری سیتی، باشگاه فوتبال لن، باشگاه فوتبال نوتس کانتی، باشگاه فوتبال استاد برستوا ۲۹، باشگاه فوتبال لستر سیتی، باشگاه فوتبال لیل، و تیم ملی فوتبال زیر ۲۱ سال فرانسه اشاره کرد.